# Marie de Saint-Just
Anne-Françoise Moreau, en religion sœur Marie de Saint-Just, née le 9 avril 1866 à Rouans (Loire-Inférieure), morte le 9 juillet 1900 à Taiyuan, dans la province du Shanxi, en Chine, est une religieuse de la congrégation des Franciscaines missionnaires de Marie, martyre et sainte.

## Biographie
Elle a été décapitée au cours de la révolte des Boxers. Martyre, elle a été canonisée le 1er octobre 2000 par le pape Jean-Paul II avec le groupe des 120 martyrs de Chine,. L'Église catholique lui rend hommage avec eux le 9 juillet.
Une paroisse du diocèse de Nantes créée en 2002, regroupant les anciennes paroisses d'Arthon-en-Retz, Chéméré, Port-Saint-Père, Rouans, Saint-Hilaire-de-Chaléons, Saint-Mars-de-Coutais, Sainte-Pazanne et Vue, porte le nom de Sainte Anne-Françoise en Retz.

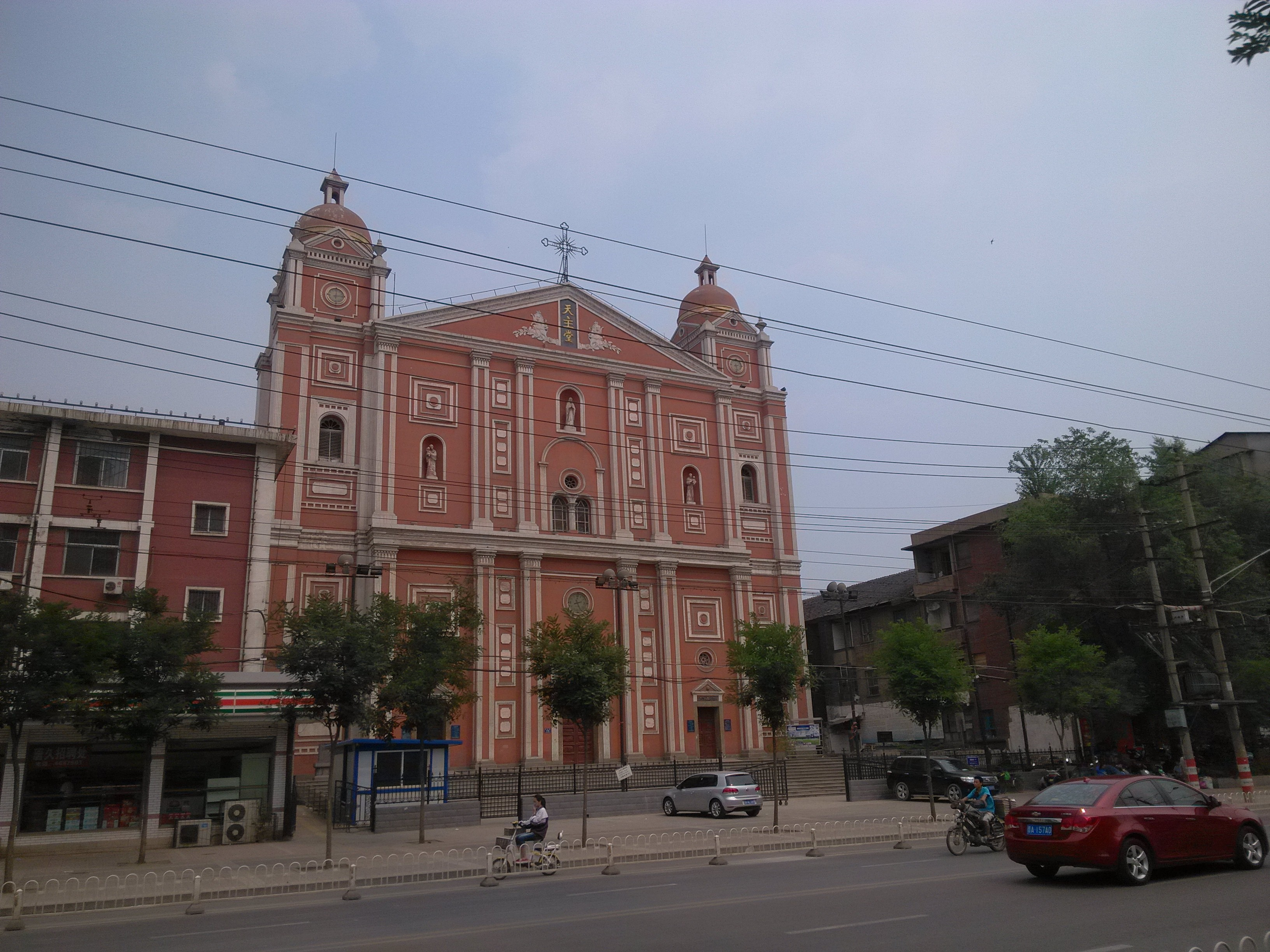
Vue de l'église de l'ancienne mission de Taiyuan (ville appelée Taï-Yuan-Fu à l'époque).
Situation sur la carte de Chine.